# Mietkoch
Ein Mietkoch, Wanderkoch oder Störkoch (von Stör; zur Wortherkunft siehe dort) ist ein Koch, der stunden- oder tageweise in fremden Küchen Speisen zubereitet.

## Begriff
Ein zeitweise arbeitender Mietkoch ist abzugrenzen von einem Privatkoch, der in einem Privathaushalt fest angestellt ist und somit zum Hauspersonal zählt.

## Einsatzbereiche
Mietköche arbeiten – Zeitarbeitern vergleichbar, doch meist freiberuflich – in Küchenbrigaden von Restaurants, um Engpässe abzudecken, oder in Privathaushalten zu besonderen Anlässen wie Familienfeiern, wobei auch der Einkauf der Zutaten und die Reinigung der Küche zum Arbeitsgebiet gehört. Vom Catering oder Partyservice unterscheidet sich die Dienstleistung des Mietkochs dadurch, dass er keine fertigen Gerichte anliefert und auch nicht Küchenausstattung, Geschirr usw. bereitstellt.
Wanderköchinnen oder Kochfrauen waren im Preußen des 19. und 20. Jahrhunderts vor allem in Pommern und Schlesien verbreitet. Junge Frauen gingen nach sechs bis acht Jahren Schulbildung in „Stellung“. Das bedeutet, dass sie bei besser gestellten Familien (Gutsbesitzer, Großbauern usw.) anstellig wurden und dort überwiegend Küchenarbeiten übernahmen. Durch Wechsel der Arbeitgeber erlernten sie verschiedene Zubereitungsarten, Rezepte und Gepflogenheiten. Bei großen Feierlichkeiten wie Hochzeiten wanderten diese Köchinnen dann zu den jeweiligen Veranstaltungen und kochten in fremden Küchen. Unverheiratete Frauen sicherten sich so teilweise ihre Existenz.
Mietköche werden heutzutage kurzfristig in verschiedenen gastronomischen Branchen eingesetzt. Zum Beispiel bei krankheitsbedingten Ausfällen, Urlaub der eigenen Angestellten, generellem Personalmangel oder kurzfristig erhöhtem Arbeitsaufkommen. Viele Mietköche werden hierbei von Agenturen vermittelt.
Mietköche gelten als selbständige Dienstleister, mit eigener Krankenversicherung und Betriebshaftpflicht.